# Taxa de retorn
La taxa de retorn és un indicador que avalua la rendibilitat d'una inversió. El rendiment inclou qualsevol variació en el valor de la inversió i els fluxos de caixa que l'inversor rep de la seva inversió, com els pagaments d'interessos o dividends. Aquest pot ser mesurat en termes absoluts, com per exemple, en dòlars, o com un percentatge de la quantitat invertida. Aquest últim concepte també es coneix com a rendiment del període de tinença.
Una pèrdua en lloc d'un guany es descriu com un retorn negatiu, assumint que la quantitat invertida és més gran que zero.
La taxa de tornada és el guany respecte a una inversió durant un període, expressada com una proporció de la inversió original. El període sol ser un any, cas en què es fa referència a la taxa de rendiment com el retorn anual.
er a comparar els rendiments en períodes de diferents durades sobre una base igual, resulta útil transformar cada rendiment en una "taxa anualitzada". Aquesta operació de conversió, que es detalla més endavant, és coneguda com "anualització".
El retorn de la inversió (també conegut com a ROI per les sigles en anglès) és el retorn per cada unitat monetària invertida (per exemple, per cada euro o per cada dòlar). És una mesura del rendiment de la inversió, independentment de la seva mida (al contrari que en els conceptes de rendibilitat financera, rendibilitat econòmica o retorn sobre capital emprat).

## Càlcul
La taxa de rendiment o rendibilitat es pot calcular en un únic període de qualsevol durada.
Tot i així, el període global pot ser subdividit en subperíodes consecutius. Això significa que hi ha múltiples intervals de temps, amb cada subperíode que comença en el moment en què finalitza l'anterior. En aquest escenari, quan es presenten diversos subperíodes consecutius, es pot calcular el rendiment i la taxa de rendiment durant el període global mitjançant la combinació dels rendiments dins de cadascun dels subperíodes.

### D'un sol període

#### Retorn logarítmic o compost
El retorn durant un període únic de qualsevol durada de temps, s'ha de:
{\displaystyle R={\frac {V_{f}-V_{i}}{V_{i}}}}
on:
{\displaystyle V_{f}} = valor final, incloent dividends i interessos
{\displaystyle V_{i}}= valor inicial
Per exemple, si algú compra 100 accions a un preu inicial de 10, el valor inicial és 100 x 10 = 1000. Si l'accionista en acabat cobra 0,50 per acció en dividends en efectiu, i el preu final de l'acció és 9,80, llavors al final l'accionista té 100 x 0,50 = 50 en efectiu, més 100 x 9,80 = 980 en accions, totalitzant un valor final de 1030. El canvi en el valor és de 1030 - 1000 = 30, per la qual cosa el retorn és {\displaystyle {\frac {30}{1000}}=3\%}

#### Valor inicial negatiu
La devolució mesura l'increment de la mida d'un actiu o passiu o d'una posició a curt termini.
Generalment, un valor inicial negatiu sovint es relaciona amb un passiu o una posició a curt termini. Quan aquest valor inicial és negatiu i el valor final és encara més negatiu, el rendiment resultarà ser positiu. En aquest escenari, un rendiment positiu indica una pèrdua en lloc d'una guanç.
Si el valor inicial és zero, no es pot calcular el retorn.

#### Moneda de mesura
El rendiment, o taxa de rendiment, pot dependre de la moneda en què es mesuri, a causa de la possible variació del tipus de canvi entre diferents monedes durant el període considerat. Per exemple, suposeu que un dipòsit en efectiu de 10.000 dòlars nord-americans generés un interès del 2% durant un any, per la qual cosa el seu valor al final de l'any en qüestió és de 10.200 dòlars, inclosos els interessos. El rendiment anual és del 2%, mesurat en dòlars nord-americans.
El retorn del dipòsit a l'any calculat en iens es pot calcular com segueix:
Al començament de l'any, el valor del dipòsit en iens és de 1,200,000 (1.2 milions de iens) (a partir del tipus de canvi de 120 iens per dòlar).
Al final de l'any, el valor del dipòsit en iens és de 1,346,400 (1.346.400 iens) (a partir del tipus de canvi de 132 iens per dòlar).
Per calcular el retorn en iens, resta el valor inicial al valor final:
1,346,400 - 1,200,000 = 146,400 iens.
Així que el retorn del dipòsit a l'any calculat en iens és de 146,400 iens.
{\displaystyle {\frac {1.346.400-1.200.000}{1.200.000}}=12,2\%}
Aquest és el rendiment que experimenta un inversor que inicia amb iens, los convierte a dólares, invierte en el depósito en dólares y luego convierte los ingresos finales de vuelta a ienes. El resultado es el mismo si se desea medir el rendimiento en términos de yenes japoneses, para efectos de comparación con otras inversiones.

#### Anualització
Sense cap reinversió, un retorn {\displaystyle R} durant un període de durada {\displaystyle t} és equivalent a una taxa de retorn de:
{\displaystyle {\frac {R}{t}}}
Per il·lustrar-ho, si obtenim 20.000 dòlars com a retorn a partir d'una inversió inicial de 100.000 dòlars, això representa un rendiment del 20%. Suposem que aquests 20.000 dòlars es paguen en 5 pagaments irregolars de 4.000 dòlars, sense reinversió, al llarg d'un període de 5 anys. Sense tenir informació sobre el calendari exacte dels pagaments, la taxa de rendiment es calcula com 4.000 / 100.000 = 4% anual.
No obstant això, assumint que els retorns es reinverteixen, a causa de l'efecte de l'interès compost, la relació entre una taxa de retorn de {\displaystyle r} i un retorn de {\displaystyle R} durant un període {\displaystyle t} és:
{\displaystyle 1+R=(1+r)^{t}}
que es pot utilitzar per convertir el retorn {\displaystyle R} a una taxa composta de retorn {\displaystyle r} :
{\displaystyle r=(1+R)^{\frac {1}{t}}-1={\sqrt[{t}]{1+R}}-1}
Per exemple, un 33,1% de tornada durant 3 mesos és equivalent a una taxa de:
{\displaystyle {\sqrt[{3}]{1331}}-1=10\%}
al mes amb la reinversió.
Anualització és el procés descrit anteriorment, de convertir un retorn {\displaystyle R} a una taxa de rendiment anual {\displaystyle r}, on la durada del període {\displaystyle t} es mesura en anys i la taxa de tornada {\displaystyle r} és per any.
D'acord amb els estàndards de rendiment d'inversió global (GIPS) de l'Institut CFA,
"Les devolucions per períodes de menys d'un any no s'han d'anualitzar."
Això ocorre pel fet que una taxa de rendiment anualitzada calculada a partir d'un període de menys d'un any rarament és una indicació fiable de la taxa de rendiment anualitzada a llarg termini, ja que aquesta última implica un risc que pot variar.
Calcular una taxa de rendiment anual a partir d'un període de menys d'un any podria donar l'errònia impressió que la taxa de rendiment restant de l'any serà probablement la mateixa, projectant així aquesta taxa de rendiment a tot l'any.
Cal tenir en compte que aquesta regla no es fa servir en el cas de les taxes d'interès ni en els rendiments on no hi ha un risc significatiu. És comú expressar una taxa de rendiment anualitzada en casos de préstecs o crèdits amb períodes més curts que un any, com les taxes interbancàries a un dia.

#### Retorn logarítmic o compost
El retorn logarítmic o retorn compost, també conegut com a força de l'interès, és:
{\displaystyle R=\ln \left({\frac {V_{f}}{V_{i}}}\right)}
i la taxa de retorn logarítmica és:
{\displaystyle r_{\mathrm {log} }={\frac {\ln \left({\frac {V_{f}}{V_{i}}}\right)}{t}}}
o equivalentment és la solució {\displaystyle r} a l'equació:
{\displaystyle V_{f}=V_{i}e^{rt}}
on:
{\displaystyle r} = taxa logarítmica de retorn
{\displaystyle t} = durada del període
Per exemple, si una acció té un preu de 3.570 dòlars al tancament d'un dia i de 3.575 al tancament de l'endemà, el rendiment logarítmic és: ln (3.575/3.570) = 0,0014 (un 0,14%).

#### Anualització logarítmica del retorn
Sota un supòsit de reinversió, la relació entre un retorn logarítmic {\displaystyle R} i una taxa logarítmica de retorn {\displaystyle r} durant un període {\displaystyle t} és:
{\displaystyle R=rt}
de manera que, de manera trivial, {\displaystyle r={\frac {R}{t}}} és la taxa de retorn logarítmica anualitzada per a un retorn {\displaystyle R}, on {\displaystyle t} es mesura en anys.
Per exemple, si el rendiment logarítmic d'un valor per dia de negoci és del 0,14%, suposant 250 dies de negoci en un any, aleshores la taxa de retorn logarítmica anualitzada és {\displaystyle {\frac {0,14\%}{1/250}}=0,14\%\cdot 250=35\%}

### Retorn sobre diversos períodes
Quan es calcula el rendiment en diversos subperíodes, el retorn en cada subperíode es determinat pel valor de la inversió al principi de cada subperíode.
Assumint que els retorns es reinverteixin, si els retorns sobre {\displaystyle n} subperíodes successius són {\displaystyle r_{1},r_{2},r_{3},\cdots ,r_{n}}, allavorens el retorn acumulat o rendiment global durant el període general fent servir el mètode ponderat en el temps, és el resultat de compondre conjuntament les devolucions:
{\displaystyle (1+r_{1})(1+r_{2})\cdots (1+r_{n})-1}
No obstant això, si els retorns són de tipus logarítmics, el retorn logarítmic durant el període global és:
{\displaystyle \sum _{i=1}^{n}{r_{i}}=r_{1}+r_{2}+r_{3}+\cdots +r_{n}}
Aquesta fórmula s'aplica assumint la reinversió dels rendiments i l'aplicació del mètode de tornada ponderada pel temps.

#### Taxa de retorn mitjana aritmètica
La taxa de retorn mitjana sobre {\displaystyle n} períodes d'igual durada es defineix com:
{\displaystyle {\bar {r}}={\frac {1}{n}}\sum _{i=1}^{n}{r_{i}}={\frac {1}{n}}(r_{1}+\cdots +r_{n})}
Si es té una seqüència de taxes de retorn logarítmiques en períodes successius iguals, el mètode apropiat per trobar la mitjana és la mitjana aritmètica de les taxes de retorn.

#### Taxa de retorn mitjana geomètrica
En el cas de rendiments regulares, quan no es reinverteixen els guanys i les pèrdues es compensen fins que el capital inicial es recupera, utilitzem la mitjana aritmètica del rendiment. Això es deu al fet que el valor torna al punt de partida al començament de cada nou subperíode.
No obstant això, amb la reinversió de tots els guanys i pèrdues, la taxa de rendiment mitjana adequada és la taxa de retorn mitjana geomètrica durant n períodes, la qual es calcula com:
{\displaystyle {\bar {r}}_{\mathrm {\text{geométrica}} }=(\prod _{i=1}^{n}(1+r_{i}))^{\frac {1}{n}}-1={\sqrt[{n}]{\prod _{i=1}^{n}(1+r_{i})}}-1}
Tingueu en compte que el retorn mitjà geomètric és equivalent al retorn acumulat de tots els n períodes, convertits en una taxa de rendiment per període.
Si els períodes són d'un any i no es reinverteixen els rendiments, el retorn acumulat anualitzat coincideix amb el retorn mitjà aritmètic. No obstant això, quan els subperíodes individuals són d'un any i hi ha reinversió dels rendiments, el retorn acumulat anualitzat es calcula com la taxa de retorn mitjana geomètrica.
Per exemple, en el cas de la reinversió, el rendiment acumulat d'una sèrie de rendiments anuals del 50%, -20%, 30% i -40% seria:
{\displaystyle (1+0,50)(1-0,20)(1+0,30)(1-0,40)-1=-0,0640=-6,40\%}
i la mitjana geomètrica és:
{\displaystyle {\sqrt[{4}]{(1+0,50)(1-0,20)(1+0,30)(1-0,40)}}-1=-0,0164=-1,64\%}
que és igual al rendiment acumulat anualitzat:
{\displaystyle {\sqrt[{4}]{1-0,0640}}-1=-0,0164}

## Comparacions entre diverses taxes de retorn

### Fluxos externs
En cas de fluxos externs, com ara moviments d'efectiu o valors que entren o surten de la cartera, el rendiment ha de ser calculat tenint en compte aquests moviments. Això s'aconsegueix mitjançant mètodes com el rendiment ponderat pel temps, que compensa l'impacte dels fluxos d'efectiu. Aquesta metodologia és útil per avaluar la gestió d'un administrador de diners en nom dels clients, especialment quan els clients tenen el control d'aquests fluxos d'efectiu.

### Quotes
Per avaluar l'impacte de les tarifes en els rendiments nets, és necessari ajustar el valor de la cartera descomptant la quantitat de les tarifes aplicades. Per calcular els rendiments brutos abans de les comissions, cal considerar les comissions com a un flux extern, i això implica excloure les comissions acumulades de les valoracions.

### Taxa de tornada ponderada
Com el rendiment ponderat en el temps, la taxa de rendiment ponderada pels diners (MWRR) o la taxa de rendiment ponderada en dòlars també considera els fluxos d'efectiu. Aquestes són útils per avaluar i comparar situacions en les quals l'administrador dels diners té influència sobre els fluxos d'efectiu, com en el cas del capital privat. En contrast, es contracta la veritable taxa de retorn ponderada en el temps per avaluar la gestió d'un administrador de diners que no té control sobre els fluxos externs.

#### Taxa interna de tornada
La taxa interna de retorn (TIR), una variació de la taxa de rendibilitat ponderada per l'efectiu, és aquella taxa de rendiment que fa que el valor actual net dels fluxos d'efectiu sigui igual a zero. És una solució {\displaystyle r} d'acord amb la següent equació:
{\displaystyle {\mbox{NPV}}=\sum _{t=0}^{n}{\frac {C_{t}}{(1+r)^{t}}}=0}
on:
NPV = net present value o valor present net
El valor d'una inversió es duplica si el retorn {\displaystyle r} = + 100%, és a dir, si {\displaystyle r_{\mathrm {log} }} = ln (200€ / 100€) = ln (2) = 69,3%. El valor cau a zero quan {\displaystyle r} = -100%. El rendiment ordinari es pot calcular per a qualsevol valor d'inversió inicial diferent de zero i qualsevol valor final, positiu o negatiu, però el rendiment logarítmic només es pot calcular quan {\displaystyle V_{f}/V_{i}>0}.
{\displaystyle {C_{t}}} = flux de caixa net al moment {\displaystyle {t}}, inclòs el valor inicial {\displaystyle {C_{0}}} i el valor final {\displaystyle {C_{n}}} nets de qualsevol altre flux al principi i al final, respectivament (el valor inicial es tracta com una entrada i el valor final com una sortida).
El valor d'una inversió es duplica si el retorn {\displaystyle r} = + 100%, és a dir, si {\displaystyle r_{\mathrm {log} }} = ln (200€ / 100€) = ln (2) = 69,3%. El valor cau a zero quan {\displaystyle r} = -100%. El rendiment ordinari es pot calcular per a qualsevol valor d'inversió inicial diferent de zero i qualsevol valor final, positiu o negatiu, però el rendiment logarítmic només es pot calcular quan {\displaystyle V_{f}/V_{i}>0}.
És important notar que no sempre existeix una taxa interna de retorn per a un conjunt específic de fluxos d'efectiu (és a dir, l'existència d'una solució real per a l'equació NPV = 0 depèn del patró dels fluxos d'efectiu). A més, pot haver-hi diverses solucions reals a l'equació, la qual cosa requereix una certa interpretació per a determinar quina és la més adequada.

#### Rendiment ponderat en diners en diversos subperíodes
És important assenyalar que el rendiment ponderat pel valor dels diners en diferents subperíodes sovint no coincideix amb la suma dels rendiments ponderats pel valor dels diners dins d'aquests subperíodes mitjançant el mètode descrit anteriorment, a diferència del que passa amb els rendiments ponderats pel temps.

### Comparació del retorn ordinari amb el retorn logarítmic
El valor d'una inversió es duplica si el retorn {\displaystyle r} = + 100%, és a dir, si {\displaystyle r_{\mathrm {log} }} = ln (200€ / 100€) = ln (2) = 69,3%. El valor cau a zero quan {\displaystyle r} = -100%. El rendiment ordinari es pot calcular per a qualsevol valor d'inversió inicial diferent de zero i qualsevol valor final, positiu o negatiu, però el rendiment logarítmic només es pot calcular quan {\displaystyle V_{f}/V_{i}>0} .
Els rendiments ordinaris i els logarítmics només coincideixen quan són iguals a zero, però s'aproximen considerablement quan són petits. La diferència entre ells és notable només quan els canvis percentuals són significativament alts. Per exemple, un rendiment aritmètic del +50% és equivalent a un rendiment logarítmic del 40,55%, mentre que un rendiment aritmètic del -50% equival a un rendiment logarítmic del -69,31%.
| Inversió inicial, {\displaystyle V_{i}}               | $100  | $100    | $100    | $100 | $100   | $100   | $100   |
| Inversió final, {\displaystyle V_{f}}                 | $0    | $50     | $99     | $100 | $101   | $150   | $200   |
| Benefici/Pèrdua, {\displaystyle V_{f}-V_{i}}          | −$100 | −$50    | −$1     | $0   | $1     | $50    | $100   |
| Retorn ordinari, {\displaystyle r}                    | −100% | −50%    | −1%     | 0%   | 1%     | 50%    | 100%   |
| Retorn logarítmic, {\displaystyle r_{\mathrm {log} }} | −∞    | −69,31% | −1,005% | 0%   | 0,995% | 40,55% | 69,31% |

### Simetria de retorns logarítmics
Els rendiments logarítmics són valuosos en el context de les finances matemàtiques. Un dels seus avantatges rau en la seva simetria, a diferència dels rendiments ordinaris. Els percentatges ordinaris positius i negatius de la mateixa magnitud no s'anul·len entre si i generen un canvi net, mentre que els rendiments logarítmics d'igual magnitud però amb signes oposats s'anul·len mútuament. Això significa que una inversió inicial de $100 que experimenta un rendiment aritmètic del 50%, seguit d'un rendiment aritmètic del -50%, es traduirà en un valor final de $75. En contrast, una inversió inicial de $100 que genera un rendiment logarítmic del 50%, seguit d'un rendiment logarítmic del -50%, tornarà a valer $100.

### Comparació de taxes de retorn geomètriques i aritmètiques
La taxa de retorn mitjana geomètrica és, en general, menor que la taxa de retorn mitjana aritmètica. Les dues mitjanes són iguals si (i només si) tots els rendiments del subperíode són iguals. Això és una conseqüència de la desigualtat de les mitjanes aritmètica i geomètrica. La diferència entre el rendiment anualitzat i el rendiment anual mitjà augmenta amb la variació dels rendiments: com més volàtil és el rendiment, més gran és la diferència. Considereu la fórmula de la diferència de quadrats, {\displaystyle (x+y)(x-y)=x^{2}-y^{2}.} Per a {\displaystyle x=100\%} (és a dir, per a {\displaystyle x=1}) els termes tenen una mitjana aritmètica del 100%, però un producte menor que 100%.
Per exemple, un rendiment del +10%, seguit d'un -10%, resulta en un rendiment aritmètic mitjà del 0%, però el resultat total durant els dos subperíodes és del 110% x 90% = 99%, donant com a resultat un rendiment global del -1%. L'ordre en què es produeix la pèrdua i el guany no influeix en el resultat.
Per a un rendiment de +20%, seguit d'un −20%, això novament té un rendiment mitjà de 0%, però un rendiment general de −4%.
Un rendiment de +100%, seguit de –100%, té un rendiment mitjà de 0%, però un rendiment general de –100%, ja que el valor final és 0.
En els casos d'inversions apalancades, és possible obtenir resultats encara més extrems: un rendiment del +200%, seguit d'un -200%, té un rendiment mitjà de 0%, però un rendiment global de -300%.
Aquest patró no es segueix en el cas dels rendiments logarítmics, com s'ha mencionat anteriorment, a causa de la seva simetria. Un rendiment logarítmic del +10%, seguit d'un -10%, dona com a resultat un rendiment global del 10% - 10% = 0%, i també una taxa de retorn mitjana de zero.

#### Rendiments mitjana i rendiments generals
Els rendiments de les inversions sovint es publiquen com "rendiments mitjans". Per a convertir els rendiments mitjans en rendiments generals, cal compondre els rendiments mitjans pel nombre de períodes.
|                                      | Any 1   | Any 2   | Any 3   | Any 4   |
| ------------------------------------ | ------- | ------- | ------- | ------- |
| Taxa de Retorn                       | 5%      | 5%      | 5%      | 5%      |
| Mitjana Geomètrica al Final de l'Any | 5%      | 5%      | 5%      | 5%      |
| Capital al final de l'any            | $105,00 | $110,25 | $115,76 | $121,55 |
| Benefici/(Pèrdua)                    |         |         |         | $21,55  |

La taxa de tornada mitjana geomètrica va ser del 5%. Durant 4 anys, això es tradueix en un rendiment general de:
{\displaystyle 1,05^{4}-1=21,55\%}
|                                      | Any 1   | Any 2   | Any 3   | Any 4   |
| ------------------------------------ | ------- | ------- | ------- | ------- |
| Taxa de Retorn                       | 50%     | -20%    | 30%     | -40%    |
| Mitjana Geomètrica al Final de l'Any | 50%     | 9,5%    | 16%     | -1,6%   |
| Capital al final de l'any            | $150,00 | $120,00 | $156,00 | $93,60  |
| Benefici/(Pèrdua)                    |         |         |         | ($6,40) |

El rendiment mitjà geomètric durant el període de 4 anys va ser de –1,64%. Durant 4 anys, això es tradueix en un rendiment general de:
{\displaystyle (1-0,0164)^{4}-1=-6,4\%}
|                                      | Any 1 | Any 2  | Any 3  | Any 4    |
| ------------------------------------ | ----- | ------ | ------ | -------- |
| Taxa de Retorn                       | -95%  | 0%     | 0%     | 115%     |
| Mitjana Geomètrica al Final de l'Any | -95%  | -77,6% | -63,2% | -42,7%   |
| Capital al final de l'any            | $5,00 | $5,00  | $5,00  | $10,75   |
| Benefici/(Pèrdua)                    |       |        |        | ($89.25) |

El rendiment mitjà geomètric durant el període de 4 anys va ser del –42,74%. Durant 4 anys, això es tradueix de nou en un rendiment general de:
{\displaystyle (1-0,4274)^{4}-1=-89,25\%}

### Rendiments anuals i rendiments anualitzats
És important no confondre els rendiments anuals amb els rendiments anualitzats. Una taxa de rendiment anual fa referència al rendiment durant un període d'un any concret, com ara de l'1 de gener al 31 de desembre o del 3 de juny de 2006 al 2 de juny de 2007. En canvi, una taxa de rendiment anualitzada és una taxa de rendiment per any, mesurada en un període que pot ser més curt o més llarg que un any, com un mes o dos anys. Aquesta anualització es realitza amb l'objectiu de comparar el rendiment amb una base d'un any.
El mètode adequat d'anualització depèn de si els rendiments es reinverteixen o no.
Per exemple, una devolució en un mes de l'1% es converteix en una taxa de rendiment anualitzada del 12,7% = ((1+0,01) 12-1). Això vol dir que si es reinverteix, obtenint un rendiment de l'1% cada mes, el rendiment en 12 mesos s'incrementaria per donar un retorn del 12,7%.
Com a altre exemple, un rendiment de dos anys del 10% es converteix en una taxa de retorn anualitzada del 4,88% = ((1 + 0,1) (12/24) - 1), assumint la reinversió al final del primer any. En altres paraules, el retorn mitjà geomètric per any és del 4,88%.
En l'exemple amb retirades d'efectiu mostrat a continuació, els rendiments en dòlars dels quatre anys sumen $265. Suposant que no hi ha reinversió, la taxa de rendiment anualitzada per als quatre anys és de: $265 ÷ ($1000 x 4 anys) = 6,625% (anualment).
|                | Any 1 | Any 2 | Any 3 | Any 4 |
| -------------- | ----- | ----- | ----- | ----- |
| Retorn         | $100  | $55   | $60   | $50   |
| Taxa de Retorn | 10%   | 5.5%  | 6%    | 5%    |

## Aplicacions
- Les taxes de rendibilitat són una eina essencial per prendre decisions d'inversió. En el cas d'inversions de baix risc nominal, com els comptes d'estalvi o els certificats de dipòsit, els inversors tenen en compte els efectes de reinvertir o capitalitzar l'augment dels saldos d'estalvi amb el temps per calcular els guanys esperats en el futur. No obstant això, en el context d'inversions en les quals el capital està sotmès a risc, com ara les accions, les participacions en fons mutus i les adquisicions de propietats, els inversors també han de considerar els efectes de la volatilitat dels preus i el risc de pèrdua.
- Els indicadors que solen utilitzar els analistes financers per comparar el desenvolupament d'una companyia en el temps o per comparar el resultat entre companyies inclouen el retorn de la inversió (ROI), la rendibilitat financera i la rendibilitat econòmica.[6]
- En el procés de taxar el cost del capital, les companyies tradicionalment comparaven la taxa interna de retorn de diferents projectes per decidir quins seguir per tal de maximitzar els retorns per als accionistes de la companyia. Altres eines emprades per les empreses per estimar el cost del capital inclouen el període de recuperació, el valor actual net i l'índex de benefici.[7]
- Es pot ajustar la rendibilitat per impostos per obtenir la taxa de rendibilitat neta d'impostos. Aquest ajust es realitza en regions geogràfiques o èpoques històriques on els impostos consumixen una part substancial dels guanys o ingressos. La taxa de rendibilitat neta d'impostos es calcula mitjançant la multiplicació de la taxa de rendibilitat per la taxa d'impostos i, després, restant aquest percentatge de la taxa de rendibilitat.
- Un rendiment del 5%, després de ser subjecte a un impost del 15%, es tradueix en una rendibilitat neta d'impostos del 4,25%.

- Una devolució del 10% gravada a 25% dona una devolució després d'impostos del 7,5%.

0,0 x 0,25 = 0,025
0,10-0,025 = 0,075 = 7,5%
Els inversors solen buscar un rendiment més elevat en les inversions subjectes a impostos en comparació amb les inversions no subjectes a impostos, i la manera adequada de comparar els rendiments tributats a diferents taxes d'impostos és mitjançant la rendibilitat neta d'impostos, des de la perspectiva de l'inversor final.
- Un rendiment pot ser ajustat per la inflació. Quan un rendiment s'ajusta segons la inflació, el valor resultant mesura el canvi del poder adquisitiu en termes reals entre l'inici i el final del període. Qualsevol inversió amb un rendiment anual nominal (és a dir, rendiment anual no ajustat) menor que la inflació anual representa una pèrdua de valor en termes reals, fins i tot quan el rendiment anual nominal és superior al 0%, i el poder adquisitiu al final del període és menor que el poder adquisitiu al principi.
- Moltes eines de pòquer en línia inclouen en les estadístiques emmagatzemades dun jugador el càlcul de taxes de retorn, ajudant a avaluar els resultats dun possible oponent.

## Valor temps dels diners
Les inversions generen retorns a l'inversor com a compensació pel valor temps dels diners.
Els factors que els inversors poden utilitzar per determinar la taxa de rendiment a què estan disposats a invertir diners inclouen:
- La taxa d'interès lliure de risc
- Les estimacions de les taxes inflació futures
- L'avaluació del risc de la inversió, és a dir, la incertesa dels rendiments (inclosa la probabilitat que els inversors rebin els pagaments d'interessos/dividends que esperen i el rendiment del seu capital total, amb cap guany de capital addicional o sense) )
- Risc de canvi
- Si els inversors volen o no els diners disponibles ("líquid") per a altres usos

El valor temps dels diners es reflecteix en la taxa dinterès que ofereix un banc per als comptes de dipòsit, i també en la taxa dinterès que un banc cobra per un préstec, com una hipoteca. La taxa "lliure de risc" en inversions en dòlars nord - americans és la taxa dels Bons garantits del Tresor dels Estats Units, perquè és la taxa més alta disponible sense risc de capital.
La taxa de rendiment que un inversor demana per a una inversió en particular es coneix com a taxa de descompte i també es refereix com a cost de capital o cost d'oportunitat. A més, a mesura que augmenta el risc, l'inversor requerirà una taxa de descompte (o taxa de rendiment) més elevada per a la inversió.

## Interès compost (reinversió)
El rendiment anualitzat d'una inversió està subjecte a si els rendiments, incloent interessos i dividends d'un període, es reinverteixen en el període següent. Quan els rendiments es reinverteixen, poden contribuir a augmentar o disminuir el valor inicial del capital invertit per al proper període (segons si són positius o negatius). L'interès compost reflecteix l'impacte de la reinversió en un període sobre la rendibilitat en el període següent, a causa del canvi en la base de capital al començament d'aquest últim període.
Per exemplificar, suposem que un inversor diposita 1.000 dòlars en un certificat de dipòsit (CD) a un any amb un interès anual del 4%, pagat trimestralment. Això significa que guanyarà un 1% d'interès cada trimestre sobre el saldo del compte. Aquest compte utilitza interessos compostos, el que vol dir que el saldo del compte acumula els interessos reinvertits i acreditats anteriorment. A menys que l'interès es retiri al final de cada trimestre, el pròxim trimestre es guanyarà més interès sobre el saldo total.
|                                       | Trimestre 1 | Trimestre 2 | Trimestre 3 | Trimestre 4 |
| ------------------------------------- | ----------- | ----------- | ----------- | ----------- |
| Capital al començament del període    | $1000       | $1010       | $1020,10    | $1030,30    |
| Retorn del període                    | $10         | $10,10      | $10,20      | $10,30      |
| Balanç Comptable al final del Període | $1010,00    | $1020,10    | $1030,30    | $1040,60    |
| Retorn Trimestral                     | 1%          | 1%          | 1%          | 1%          |

Al començament del segon trimestre, el saldo del compte és de $1,010.00, i aquest genera un interès total de $10.10 durant el segon trimestre. L'addició de $0.10 extra va ser l'interès generat per la inversió addicional dels $10 de l'interès anterior que es va acumular al compte. El rendiment anualitzat, també conegut com a rendiment percentual anual o interès compost, és superior al que s'obtindria amb l'interès simple, ja que l'interès es reinverteix com a capital, generant així més guanys. El rendiment (el rendiment anualitzat) de la inversió anterior és del {\displaystyle 4,06\%=(1,01)^{4}-1}.

## Retorn per canvi de divisa
Com s'ha explicat abans, el rendiment, la taxa o el benefici depenen de la moneda de mesura. A l'exemple anterior, un dipòsit en dòlars que rendeix un 2% durant un any (mesurat en dòlars) es converteix en un 12,2% quan es mesura en iens japonesos durant el mateix període, si el dòlar augmenta el seu valor en un 10% respecte al ien durant el mateix temps. El rendiment en iens es calcula combinant el rendiment del 2% en dòlars nord-americans obtingut sobre el dipòsit en efectiu amb el rendiment del 10% del dòlar en relació al ien japonès.
1,02 x 1.1 - 1 = 12,2%
En termes més generals, el rendiment en una segona moneda és el resultat de la combinació dels dos rendiments:
{\displaystyle (1+r_{i})(1+r_{c})-1}
on
{\displaystyle r_{i}} és el retorn de la inversió a la primera moneda (dòlars a l'exemple), i
{\displaystyle r_{c}} és el rendiment de la primera moneda davant de la segona moneda (que en l'exemple és la revaloració del dòlar davant del ien).
Això és vàlid quan es fa servir el mètode de rendiment ponderat en el temps o quan no hi ha moviments de fons durant el període. No obstant això, si es fa servir un dels mètodes ponderats pel valor dels diners i hi ha moviments de fons, és necessari recalcular el rendiment en la segona moneda utilitzant un dels mètodes dissenyats per tenir en compte aquests fluxos.

### Retorns en moneda estrangera en diversos períodes
No és apropiat combinar els rendiments de períodes consecutius si aquests rendiments estan mesurats en diferents monedes. Abans de fusionar els rendiments de períodes consecutius, és necessari recalcular o ajustar els rendiments utilitzant una única moneda de referència.

#### Exemple
Una cartera experimenta un increment del 10% en valor en dòlars de Singapur durant l'any 2015 (sense ingressos ni sortides de la cartera durant aquest període). Al primer mes del 2016, el seu valor augmenta un altre 7% en dòlars nord-americans. (De nou, no hi ha ingressos ni sortides durant el mes de gener de 2016).
Quin és el rendiment de la cartera, des de principis del 2015 fins a finals de gener del 2016?
La resposta és que no hi ha prou dades per calcular un retorn, en qualsevol de les dues monedes, sense conèixer la relació de canvi per als dos períodes.
Si el rendiment del 2015 va ser del 10% en dòlars de Singapur i el dòlar de Singapur va augmentar un 5% en comparació amb el dòlar nord-americà durant el 2015, aleshores, sense fluxos dins o fora de la inversió durant el 2015, el rendiment en dòlars nord-americans del 2015 és del 5%.
1,1 x 1,05 - 1 = 15,5%
El retorn entre principis de 2015 i finals de gener de 2016 en dòlars nord-americans és de:
1,155 x 1,07 - 1 = 23,585%

## Retorn considerant el risc del capital

### Risc i volatilitat
Les inversions comporten diversos nivells de risc, amb la possibilitat que l'inversor pugui perdre part o la totalitat del capital invertit. Un exemple d'aquest risc es presenta en les inversions en accions d'una empresa, ja que posen en joc el capital invertit. A diferència del capital dipositat en un compte d'estalvis, el preu d'una acció, que és el seu valor de mercat en un moment concret, està subjecte al que algú estigui disposat a pagar. Això fa que el preu d'una acció experimenti canvis constants quan el mercat relacionat amb aquesta acció està obert. Si el preu de l'acció roman relativament estable, se li atribueix "baixa volatilitat". D'altra banda, si el preu de l'acció varia freqüentment, es considera que té una "alta volatilitat".

### Impost sobre la renda dels Estats Units sobre els rendiments d'inversió
| Fi del:                   | Trimestre 1 | Trimestre 2 | Trimestre 3 | Trimestre 4 |
| ------------------------- | ----------- | ----------- | ----------- | ----------- |
| Dividend                  | $1          | $1,01       | $1,02       | $1,03       |
| Preu de l'acció           | $98         | $101        | $102        | $99         |
| Drets Adquirits           | 0,010204    | 0,01        | 0,01        | 0,010404    |
| Drets Totals              | 1,010204    | 1,020204    | 1,030204    | 1,040608    |
| Valor de la Inversió      | $99         | $103,04     | $105,08     | $103,02     |
| Taxa de Retorn Trimestral | -1%         | 4,08%       | 1,98%       | -1,96%      |

- El dividend trimestral es reinverteix al preu de l'acció al final de cada trimestre. El nombre d'accions comprades cada trimestre = ($ Dividend) / ($ Preu de l'acció). El valor d'inversió final és de $103,02 en comparació amb la inversió inicial de $100, la qual cosa implica un rendiment de $3,02 o 3,02%. La taxa de rendiment composta en aquest exemple és del:

{\displaystyle \ln \left({\frac {103,02}{100}}\right)=2,98\%} .

Per calcular el guany de capital tenint en compte l'impost de la renda (en aquest cas, als Estats Units), és necessari incloure els dividends reinvertits en la base de cost. L'inversor va rebre un total de 4,06 dòlars en dividends durant l'any, i tots aquests van ser reinvertits, incrementant així la base en 4,06 dòlars.
- Base imposable = $100 + $4,06 = $104,06
- Guany/Pèrdua de capital = $103,02 - $104,06 = -$1.04 (una pèrdua de capital)

Per tant, pel que fa a la imposició de la renda als Estats Units, els dividends ascendiren a 4,06 dòlars, la base de la inversió era de 104,06 dòlars, i si les accions es venguessin al final de l'any, el valor de venda seria de 103,02 dòlars, resultant en una pèrdua de capital de 1,04 dòlars.

### Fons mutus i inversions de grans companyies
Els fons d'inversió, els fons cotitzats en borsa (ETF) i altres inversions en renda variable, com fideïcomisos d'inversió d'unitats (UIT), comptes separats d'assegurances i productes variables relacionats, com pòlisses d'assegurança de vida universal variable i contractes d'anualitat variable, així com fons combinats gestionats per institucions bancàries, fons de beneficis col·lectius o fons fiduciaris comuns, es componen principalment de carteres diversificades d'instruments d'inversió com accions, bons i instruments del mercat monetari. Aquests fons es materialitzen mitjançant la venda d'accions o participacions als inversors, i aquests inversors i altres parts interessades tenen un interès en conèixer l'evolució de la seva inversió al llarg de diferents períodes.
El rendiment sol ser mesurat pel rendiment total del fons. A la dècada de 1990, moltes companyies de fons diferents publicaven diversos tipus de rendiments: alguns eren acumulatius, altres mitjans, alguns incloïen o exclouen les despeses de vendes o comissions, entre d'altres. Amb l'objectiu d'estandarditzar la informació i ajudar els inversors a comparar els rendiments entre fons, la Comissió de Valors i Borsa (SEC) va començar a requerir als fons que calculin i divulguin els rendiments totals segons una fórmula estandarditzada coneguda com el "rendiment total estandarditzat de la SEC". Aquest rendiment és la mitjana anual del rendiment total, suposant la reinversió dels dividends i les distribucions, així com la deducció de les despeses o comissions de vendes. Tot i això, els fons també poden calcular i informar els rendiments en altres bases (anomenades rendiments "no estandarditzats"), però han de mostrar de manera igualment destacada les dades dels rendiments "estandarditzats".
Més endavant, sembla que molts inversors que havien venut les seves participacions en fons després d'un fort augment en els preus de les accions a finals de la dècada de 1990 i principis dels anys 2000, no tenien en compte de manera prou significativa l'impacte dels impostos sobre la renda o els guanys de capital en els seus rendiments "bruts" dels fons. En altres paraules, tenien una comprensió limitada de la possible diferència entre els rendiments "bruts" (rendiments abans de l'aplicació dels impostos federals) i els rendiments "nets" (rendiments després de l'aplicació dels impostos). Com a resposta a aquesta manca d'informació entre els inversors, i possiblement per altres raons, la Comissió de Valors i Borses dels Estats Units (SEC) va desenvolupar normatives addicionals que exigien als fons mutus que inclouessin en el seu prospecte anual, entre altres coses, els rendiments totals abans i després de l'impacte dels impostos federals sobre la renda individual als Estats Units. A més, les declaracions després d'impostos haurien d'incloure:
1) Els rendiments en un compte hipotètic subjecte a impostos després de deduir les taxes aplicades als dividends i les distribucions de guanys de capital rebuts durant els períodes indicats.
2) Les conseqüències dels elements esmentats en el punt anterior, juntament amb la suposició de vendre totes les accions d'inversió al final del període (la qual resultaria en guanys o pèrdues de capital en la liquidació de les accions), només es tindrien en compte en les declaracions després d'impostos pels comptes imposables i no en els comptes amb impostos diferits o plans de jubilació.
Recentment, els inversors han expressat una demanda creixent d'obtenir declaracions de compte de corretatge "personalitzades". Això significa que els rendiments del fons poden no coincidir amb els rendiments reals del seu compte, ja que aquests poden estar basats en l'historial de transaccions reals del compte d'inversió. Aquesta diferència pot ser atribuïda al fet que s'han realitzat inversions en diverses dates i s'han dut a terme compres i retirs addicionals, els quals poden variar en quantitat i data, depenent del compte en particular. En resposta a aquesta necessitat, cada vegada més, els fons i les empreses de corretatge estan proporcionant rendiments de compte personalitzats en les declaracions dels inversors.
Un cop resoltes aquestes diferències, a continuació es descriu com funcionen els guanys bàsics i els guanys/pèrdues en un fons mutu. El fons registra els ingressos generats mitjançant dividends i interessos, el que generalment augmenta el valor de les accions del fons mutu. Les despeses reservades tenen un efecte compensatori sobre el valor de les accions. Quan les inversions del fons augmenten o disminueixen en valor de mercat, el valor de les accions del fons també augmenta o disminueix.
Quan el fons ven inversions amb un guany, aquest guany es converteix o es reclassifica de guany no realitzat a guany realitzat. Aquesta venda no té cap efecte sobre el valor de les accions del fons, però canvia la classificació d'un component del seu valor d'un grup a un altre en els registres del fons, el que tindrà un impacte futur per als inversors. Com a mínim una vegada a l'any, un fons generalment paga dividends als seus accionistes, que provenen dels ingressos nets (ingressos menys despeses) i dels guanys nets de capital realitzats, com un requisit per a la seva estructura fiscal específica.
Els preus de les accions dels fons mutus normalment es valoren cada dia que els mercats d'accions o de bons estan oberts, i, en general, el valor d'una acció és el valor de l'actiu net del fons mutu que correspon a les accions que posseeixen els inversors.

#### Retorn total
Els fons mutus comuniquen els seus rendiments totals considerant la reinversió dels dividends i les distribucions de guanys de capital. Això significa que les quantitats en dòlars distribuïdes s'utilitzen per adquirir accions addicionals del fons a partir de la data de reinversió o després del pagament del dividend. Les taxes o factors de reinversió es calculen en base a les distribucions totals, que inclouen dividends i guanys de capital, durant cada període.

#### Rendiment total anual mitjana (geomètric)
Els fons mutus dels EE. Els EUA han de calcular el rendiment total anual mitjà segons el que prescriu la Comissió de Borsa i Valors (SEC) en les instruccions per formar el N-1A (el prospecte del fons) com les taxes de rendiment compost anuals mitjana per a períodes d'1 any, 5 anys i 10 anys (o al començament del fons si és més curt) com el "rendiment total anual mitjana" per a cada fons. S'utilitza la fórmula següent:
{\displaystyle \mathrm {P\left(1+T\right)^{n}=ERV} }
P = és un pagament inicial hipotètic de $1000
n = nombre d'anys
ERV = valor final rescindible d'un pagament hipotètic de $1000 realitzat al començament dels períodes d'1, 5 o 10 anys al final dels períodes d'1, 5 o 10 anys (o part fraccionària).
Aclarint T, s'obté:
{\displaystyle \mathrm {T=\left({\frac {ERV}{P}}\right)^{1/n}-1} }

### Distribucions de guanys de capital en fons mutus
Els fons mutus inclouen tant guanys de capital com dividends en els càlculs del rendiment. Com el preu de mercat d'una participació en un fons mutu està basat en el valor de l'actiu net, una distribució de guanys de capital es compensa amb una disminució igual en el valor o preu de les participacions del fons mutu. Des del punt de vista de l'accionista, una distribució de guanys de capital no representa un guany net en actius, sinó més aviat un guany de capital realitzat (juntament amb una disminució equivalent en el guany de capital no realitzat).

#### Exemple
|                                                         | Any 1  | Any 2  | Any 3  | Any 4   | Any 5   |
| ------------------------------------------------------- | ------ | ------ | ------ | ------- | ------- |
| Dividend per acció                                      | $0,26  | $0,29  | $0,30  | $0,50   | $0,53   |
| Distribució de guanys de capital per acció              | $0,06  | $0,39  | $0,47  | $1,86   | $1,12   |
| Distribució total per acció                             | $0,32  | $0,68  | $0,77  | $2,36   | $1,65   |
| Preu de l'acció a final de l'any                        | $17,50 | $19,49 | $20,06 | $20,62  | $19,90  |
| Accions posseïdes abans de distribució                  | 70,373 | 71,676 | 74,125 | 76,859  | 84,752  |
| Dividend Total (dividend per acció x accions posseïdes) | $22,52 | $48,73 | $57,10 | $181,73 | $141,60 |
| Preu de lacció a la distribució                         | $17,28 | $19,90 | $20,88 | $22,98  | $21,31  |
| Accions adquirides (distribució total/preu)             | 1,303  | 2,449  | 2,734  | 7,893   | 6,562   |
| Accions posseïdes després de la distribució             | 71,676 | 74,125 | 76,859 | 84,752  | 91,314  |

- Després de cinc anys, un inversor que hagués reinvertit totes les distribucions tindria 91,314 accions, les quals estarien valorades en 19,90 dòlars per acció. La rendibilitat durant aquest període de cinc anys seria de ($19,90 × 91,314 / $1000) - 1 = 81,71%. El rendiment total anual mitjà geomètric amb reinversió es calcularia com (($19,90 × 91,314 / $1000) ^ (1/5)) - 1 = 12,69%. Un inversor que no hagués reinvertit les distribucions hauria rebut pagaments en efectiu totals de 5,78 dòlars per acció. El seu rendiment durant els cinc anys seria de (($19,90 + $5,78) / $14,21) - 1 = 80,72%, i la taxa de retorn mitjana aritmètica seria de 80,72% dividit per 5, és a dir, un 16,14% anual.